# Sigurd Björling
Carl Sigurd Björling, född 2 november 1907 i Stockholm, död 8 april 1983 i Helsingborg, var en svensk operasångare (baryton).

## Biografi

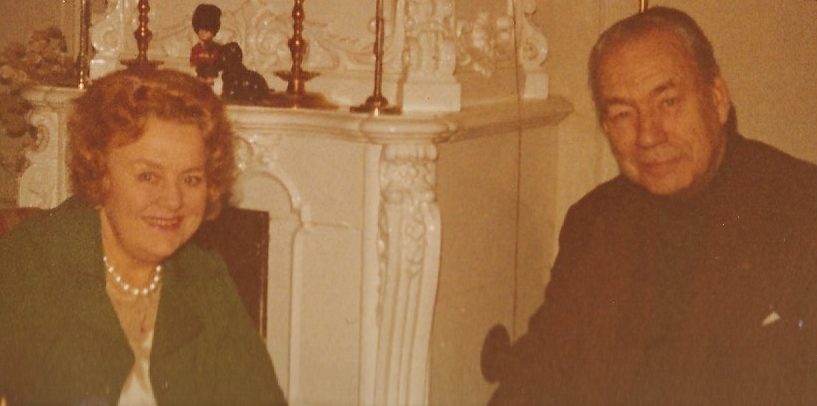
Edith Oldrup-Björling och Sigurd Björling år 1977.

Björling studerade vid operaskolan 1934–1936. Han studerade senare sång för Torsten Lennartsson och John Forsell vid Musikkonservatoriet i Stockholm. Han debuterade vid Kungliga Teatern 1936 som Alfio i På Sicilien, och sjöng där i mer än 30 år. Han framträdde som gäst på Metropolitan Opera i New York och även i bland annat Teatro alla Scala i Milano, Wiener Staatsoper, Parisoperan, Münchener Staatsoper och Royal Opera House, London. Björling sjöng Wotan i Bayreuth 1951, och var i utlandet mest känd som Wagnersångare. Björling blev mycket väl mottagen av publik och kritik under sitt enda år i Bayreuth, men då hans åsikter om rörelsemönster på scenen inte stämde med regissörens, valde han att inte återvända. Han medverkade år 1960 i Göran Genteles tv-uppsättning av Carmen, och även i några andra filmer.
Björling var en fast medlem av Kungliga Teaterns ensemble fram till 1961. Björling gästade därefter Operan under 1960- och 1970-talen, bl.a. i så gott som alla sina stora wagnerroller, samt som Escamillo i Bizets Carmen, Scarpia i Puccinis Tosca,  de fyra barytonrollerna i Offenbachs Hoffmans äventyr och Amonasro i Verdis Aida. Han gjorde sina sista roller på Kungliga Operan år 1973 som Wotan i Richard Wagners Valkyrian och 1974 som Storinkvisitorn i Verdis Don Carlos.
Han utnämndes till hovsångare 1946 och blev ledamot av Kungliga Musikaliska Akademien 1957.

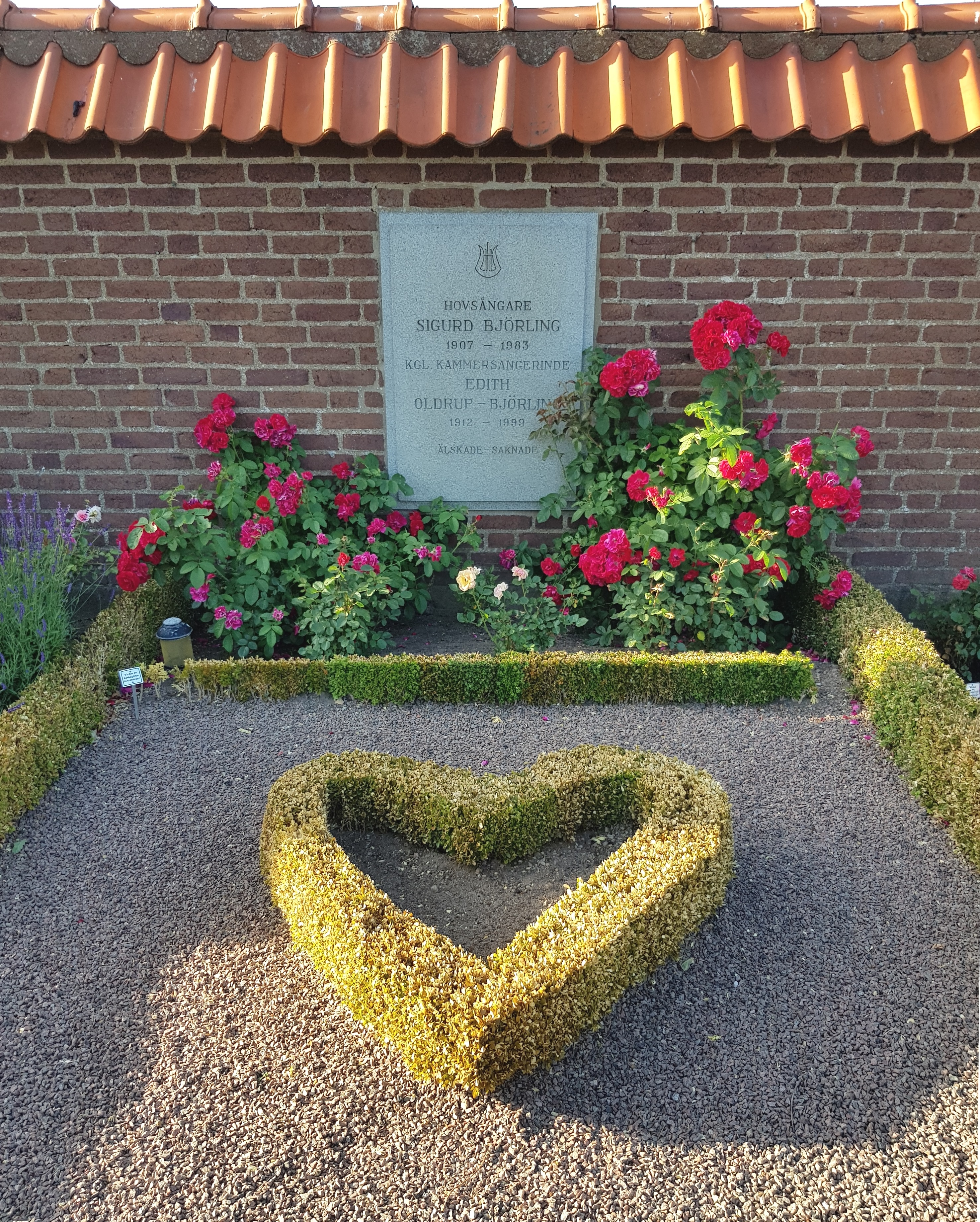
Björling och hans makas grav på Pålsjö kyrkogård i Helsingborg.

Björling gifte sig 1949 med den danska operasångerskan Edith Oldrup-Björling (1912–1999). Han var halvbror till skådespelerskan Renée Björling. Hans grav finns på Pålsjö kyrkogård i Helsingborg.

## Roller (urval)
- Wolfgang Amadeus Mozart: Figaros bröllop, Almaviva; Figaro
- Ludwig van Beethoven: Fidelio, Don Pizarro
- Richard Wagner: Den flygande holländaren, Holländaren
- Richard Wagner: Tannhäuser, Wolfram
- Richard Wagner: Lohengrin, Telramund
- Richard Wagner: Tristan och Isolde, Kurwenal
- Richard Wagner: Mästersångarna i Nürnberg, Hans Sachs
- Richard Wagner: Nibelungens ring, Wotan och Alberich
- Richard Wagner: Parsifal, Klingsor
- Richard Strauss: Salome: Jochanaan
- Paul Hindemith: Mathis der Maler, titelrollen
- Giuseppe Verdi: Macbeth, titelrollen
- Verdi: Trubaduren, Luna
- Verdi: Don Carlos, Filip II; Storinkvisitorn
- Verdi: Aida, Amonasro
- Verdi: Otello, Jago
- Verdi: Falstaff, Falstaff
- Ruggiero Leoncavallo: Pajazzo, Tonio
- Giacomo Puccini: Tosca, Scarpia
- Charles Gounod: Faust, Mefistofeles
- Modest Musorgskij: Boris Godunov, titelrollen
- Pjotr Tjajkovskij: Eugen Onegin, titelrollen
- Aleksandr Borodin: Furst Igor, titelrollen
- Benjamin Britten: Peter Grimes, Balstrode
- Wilhelm Peterson-Berger: Arnljot, titelrollen

## Diskografi (urval)
- Wotan i Wagners Das Rheingold. Bayreuth 1951, cond. H. von Karajan. Myto Records 2 CD 011. H054. Svensk mediedatabas.
- Wotan i Wagners Die Walküre, akt 3. Bayreuth 1951, cond. H. von Karajan. EMI 0946 3 80022 2 2.
- Vandraren i Wagners Siegfried. Bayreuth 1951, cond. H. von Karajan. Myto Records 3 CD 011. H055. Svensk mediedatabas.
- Grosse Wagnerszenen von Rysanek, Björling, Nilsson und Flagstad. Preiser Records 90676. Svensk mediedatabas.
- Sigurd Björling. Richard Wagner. Med Birgit Nilsson, Paul Kuen. Preiser Records 93437. Svensk mediedatabas.
- Great Swedish singers. Sigurd Björling. Bluebell Records. ABCD 104.
- Wotan i Wagners Die Walküre. Stockholm live 1955 och 1956. Cond. S. Ehrling. Caprice CAP 21765 (3 CD).
- Verismo at the Royal Swedish Opera 1952-1962. Caprice CAP 22063. Svensk mediedatabas.
- Wagner in Stockholm. Bluebell ABCD 091. Svensk mediedatabas.
- Amonasro i Verdis Aida. Med Set Svanholm m.fl. Kungliga Operan 4 april 1960. Hovkapellet. Dir. Sixten Ehring. Opera Depot OD10366-2.

## Filmografi
- 1960 – Carmen (tv)
- 1976 – Klerk (tv)
- 1979 – Kejsaren

## Teater

### Roller (ej komplett)
| År   | Roll               | Produktion                                                 | Regi            | Teater                   |
| ---- | ------------------ | ---------------------------------------------------------- | --------------- | ------------------------ |
| 1938 | Anders             | Värmlänningarna Fredrik August Dahlgren och Andreas Randel | Ernst Eklund    | Skansens friluftsteater  |
| 1973 | Sven Ersson i Hult | Värmlänningarna Fredrik August Dahlgren och Andreas Randel | Claes Sylwander | Helsingborgs stadsteater |